# Deponia Doomsday
Deponia Doomsday ist ein Point-and-Click-Adventure des deutschen Entwicklerstudios Daedalic Entertainment. Es wurde im März 2016 als vierter und letzter Teil einer Spielereihe des Autors und Daedalic-Mitgründers Jan Müller-Michaelis veröffentlicht. Die ersten drei Teile Deponia, Chaos auf Deponia und Goodbye Deponia erschienen in den Jahren 2012 und 2013.
Das Spiel knüpft an die vorherigen Teile an, seine Handlung erzählt aber auch von Ereignissen vor dem ersten Teil. Laut Jan Müller-Michaelis handelt es sich jedoch nicht um ein klassisches Prequel oder Sequel zu den ersten drei Teilen der Reihe. Er selbst bezeichnet das Spiel als „Parallelquel“.

## Handlung
Die Einleitung wird von Goal vorgetragen: Deponia war gerettet, aber Rufus hatte sich für sie in den Tod gestürzt. Goal stellt in der Einleitung die Frage, ob und wie die Vergangenheit verändert sein müsste, um dieses tragische Ende zu einem fröhlicheren zu wenden. Die gesamte Handlung des Spiels benutzt intensiv Zeitreisen und Zeitschleifen, sodass ein chronologisches Nachvollziehen der Handlung fast unmöglich ist. Die Haupthandlung, welche im Spiel selbst nur einen kleinen Teil der Spielzeit einnimmt, bezieht sich aber genau auf diese Frage. Wenige Jahre nach dem Ende von Goodbye Deponia ist Elysium auf die Planetenoberfläche gefallen und Goal hegt einen gewissen Groll gegen Rufus, da er sich in gewisser Weise durch seinen Suizid der Aufgabe, auch Elysium zu retten, entzogen habe. Als eine Zeitmaschine in den Ruinen erscheint und ein junger Rufus mit seinem Begleiter McChronicle sie mitnehmen, schmiedet sie einen Plan, den Fall von Elysium zu verhindern.
Die Zeitreisenden erreichen Elysium kurz vor der Handlung vom ersten Teil Deponia, als Goal gerade mit ihrem Verlobten Cletus im Begriff ist die Oberfläche des als unbewohnbar und unbewohnt geglaubten Planeten zu besichtigen. Die Goal aus der Zukunft stiehlt die Zeitmaschine auf eigene Faust und reist an das Ende des dritten Teiles, um Rufus im Sturz zu fangen. Sollte Elysium jedoch gerettet werden, so würden die Menschen irgendwann doch zu ihrer neuen Wahlheimat aufbrechen, ein Planet namens Utopia. Dieser ist von Außerirdischen bewohnt, welche bei der Ankunft der Menschen ausgelöscht werden. Die Bewohner von Utopia haben also ein sehr berechtigtes Interesse daran, dass die Ereignisse der Vergangenheit genau so ablaufen wie in den ersten drei Teilen der Deponia Reihe, einschließlich des Falls von Elysium. Im Kostüm eines rosa Elefanten sabotieren zwei der Utopier diverse Zeitreiseversuche und erzeugen, teilweise beabsichtigt, teilweise unbemerkt mehrere komplex verwobene Zeitschleifen, in denen sie am Ende selbst gefangen sind. Ein Ereignis löscht den Zeitreisenden das Gedächtnis, sodass niemandem die unbeabsichtigte Schleife auffällt, bis durch Zufall die Maschine mit einem Power-Inverter derart umfunktioniert wird, dass der damit behandelte Rufus sich an alles erinnert, anstatt zu vergessen, laut seiner Aussage Einhundert Jahre an Zeitschleifen.
Mit dem Wissen über die unbeabsichtigte Zeitschleife gelingt es Rufus während einer der kleineren Schleifen die Utopier bei ihrem Sabotageversuch auszutricksen und sich im Kofferraum ihrer Zeitmaschine zu verstecken. Da dies dieselbe Maschine ist, die Goal aus der Zukunft irgendwann stehlen wird um den fallenden Rufus zu retten, ist er nun mit dem Wissen um die Zeitschleifen anwesend. Er fällt aus der Maschine als Goal gerade den fallenden Rufus ergreift und hält sich an dessen Beinen fest. Die Goal aus der Zukunft und der andere Rufus sind verwirrt und gehen davon aus, dass der zweite Rufus einen Plan hat, alles wieder zum besseren zu wenden. Doch er offenbart ihnen, dass der Fall von Elysium unumgänglich sei und die Rettung von Deponia ohne Bedeutung, wenn Goal nun Rufus Leben rettete. In allen anderen Varianten des gleichen Ereignisses haben nämlich die Utopier das Seil an welchem die Zeitmaschine über dem Planeten hängt durchtrennt, um die Rettung Elysiums in ihrem Interesse zu verhindern. Bei dem Sturz wird nicht Rufus sterben, sondern Goal. Im Zorn wird er wild auf die Zeitmaschine einschlagen, wodurch Horden von Mutantenwesen aus anderen Zeiten über Deponia hereinbrechen. Das folgende Szenario fungiert im Spiel als Tutorial: Ein verbitterter, grauhaariger Rufus kämpft sich über die vereiste Oberfläche des Planeten gegen die Mutanten zu einem altern Posten des Organon vor, um den Planeten letzten Endes selbst zu sprengen und mit ihm die Bestien.
Die Utopier werden nicht die Zerstörung ihres Planeten riskieren, und der Versuch von Goal, einen Rufus zu retten, würde somit Deponia langfristig zerstören. Der wissende Rufus legt ihr nahe, beide Rufusse fallen zu lassen, los zu lassen, um selbst eine Zukunft zu erleben. Schließlich sei er eigentlich bereits tot. Um sein Argument zu unterstreichen, lässt er sich fallen. Goal hält nun nur noch den einen Rufus, den sie ursprünglich retten wollte. Sie verzeiht ihm, und sie beschließen, es diesmal gemeinsam zu beenden, indem sie sich verabschieden, bevor sie ihn in seinen Tod stürzen lässt. Diese willigen ein, Goal zurück in ihre Zeit und das gefallene Elysium zu bringen. Sie ist nun die einzige, die von dem Abenteuer weiß, und schöpft im Abspann Hoffnung auf eine Zukunft. Es werden Häuser im Schrott gezeigt, in denen andere Überlebende auf der Oberfläche von Deponia siedeln. Goal schließt, dass man ein Ende einer Geschichte nicht zu sehr herausfordern solle.
Die Zeitschleifen während des Spiels untersuchen verschiedene Aspekte der Figuren. Zunächst wird Rufus gezeigt, als er noch mit Toni zusammen war und in Kuvaq lebte. McChronicle taucht in dieser Zeit auf und zerschmettert beim Einparken mit dem Chronocar einige Kristallgläser. Rufus erinnert sich, dass das Zerbrechen der Gläser Toni dazu bringen wird, ihn zu verlassen, versteht aber nicht, warum ihm diese Erinnerungen kommen. McChronicle glaubt, er habe durch sein Fahrverhalten einen gefährlichen Eingriff in die Vergangenheit ausgeführt und bietet an, Rufus mit kleinen Zeitreisen beim Bewahren der Gläser zu helfen. Durch die Sabotage der Utopier wird Toni dennoch so zornig, dass sie den Feuerwerks-Laden ihres Vaters anzündet. Dabei wird das Chronocar zerstört. Rufus und McChronicle flüchten in der Zeitmaschine der Utopier und landen ohne Plan im gefallenen Elysium, wodurch die Haupthandlung eingeleitet wird.
Nachdem die Goal aus der Zukunft Rufus und McChronicle im Elysium der fast-Gegenwart kurz vor der Abreise von Goal und Cletus zurücklässt, versucht Rufus dem Ältestenrat auf eigene Faust von den Bewohnern von Deponia zu berichten. Er und McChronicle finden sich hierbei in einer Zeitschleife, welche etwa einen ganzen Tag umfasst. Dies ist auch auf das Eingreifen der Utopier zurückzuführen: Sie drehen mit dem noch funktionsfähigen Teil des Chronocar so lange die gesamte Zeit zurück, bis sie ihre Zeitmaschine zurückbekommen, irgendwie. Rufus setzt dem Zentralcomputer Ronny einen Aluhut auf, damit er sich im Fall nach der Schleife an ihn erinnert und er nicht jedes Mal von neuem um eine Audienz bei den Ältesten bitten muss, welche nie innerhalb eines Tages genehmigt würde. Dabei löscht er versehentlich die Daten über genetische Information sämtlicher Lebewesen, welche mit der Arche Elysium eigentlich bewahrt werden sollten, und lässt das Roboter-Personal durchbrennen. Da die Ältesten nun erst recht keine Audienz gewähren, wo die Roboter Amok laufen und kein Klonpersonal mehr zur Verfügung steht, gibt Rufus dem Computer einfach ein paar DNA-Proben, welche er findet. Hieraus wird der Computer auf eigene Faust die Monster züchten, welche erst einmal Elysium und in der Haupthandlung nach dem Tod von Goal auch Deponia überschwemmen. Als Computer sieht Ronny die Zeitschleifen als eine wunderbare Chance, etwas derart blutrünstiges ohne Konsequenzen zu probieren, da ja nach etwa einem Tag alles sein wird wie zuvor.
Rufus schafft es schließlich, Goal am Verlassen von Elysium zu verhindern, muss mit ihr aber vor den Bestien fliehen. Sie springen zu dritt (mit McChronicle) von Elysium mit einem Fallschirm und landen in der Nähe eines Freizeitparks. Goal sieht hier dabei zum ersten Mal die trostlose Oberfläche von Deponia und wird sehr traurig. Rufus und McChronicle versuchen für die Weiterreise ein Boot zu mieten, welches in diesem Park aber nur für romantische Fahrten an Pärchen verliehen wird. Ohne Boot würden sie nicht innerhalb eines Tages die Universität erreichen, von welcher aus McChronicles nach Kuvaq fahren wird. Sie wollen ihn aufhalten, um die Zeitschleifen zu brechen.
Rufus versucht den Bootsvermieter mit einem Fotos aus dem Automaten davon zu überzeugen, dass er und Goal verliebt sind. Dafür hat er, um sie nicht zu stören, eine Attrappe aus einer Bowlingkugel, Tüchern und Farbe gebastelt. Als Goal diese Puppe sieht ist sie wütend und sagt nur, dass sie das Boot bereits gemietet habe. Sie kommen zu spät an der Uni an: Der McChronicle der Vergangenheit ist vor wenigen Stunden abgereist. Stattdessen versuchen die drei nun, im Labor ein neues Zeitportal zu öffnen. Kurz vor der Abreise gibt Goal zu, dass sie den Bootsvermieter auch mit einem gefälschten Bild überzeugen wollte, und es sogar geschafft hat. Sie kann sich dabei ein Grinsen nicht verkneifen, gibt aber zu bedenken, dass sie und Rufus im Grunde immer getrennt sein würden, als wäre es unmöglich, jemals eine gemeinsame Zukunft zu haben. Dieses Schicksal fürchtet sie und muss von Rufus ermutigt werden, sich nicht hängen zu lassen und mit in den Zeitstrudel zu steigen.
Auf der anderen Seite des Zeitstrudels befindet sich eine Stadt, welche die Bewohner Paradox City nennen, Uhren laufen dort anders, und sie sollte gar nicht existieren, da sie zwischen den Zeiten liegt. Die Stadt ist umringt von Zeitstrudeln, welche sich kurz nach der Ankunft von Rufus fast alle schließen. Goal trifft sich selbst als eine alte, grauhaarige Bäuerin, welche in ihrer Freizeit Steinskulpturen meißelt, jedoch kein einziges ihrer Kunstwerke vollendet hat. Die alte Goal hatte mit Rufus die Abenteuer der ersten Drei Teile erlebt und war anschließend nach einer missglückten Rettung in dieser Dimension gefangen. Sie hat in den Jahrzehnten der Landarbeit zwischen den Zeiten Rufus verziehen und ist zu Scherzen über die gute alte Zeit aufgelegt. Sie berichtet von den ersten Siedlern, allesamt Zeitreisende, und dass Deponier anfingen, Müll und Schrott durch die Portale und Zeitstrudel zu werfen. Daraus erbauten sie Paradox City. Die beiden Goals unterhalten sich lange und ausführlich über Rufus, welcher währenddessen versucht, ein neues Portal zu öffnen. McChronicle und die alte Goal bleiben letzten Endes in der Stadt zurück.
Die Handlung kehrt mehrfach nach Paradox-City zurück, aber zu verschiedenen Zeiten. Rufus will einen Mechaniker, welche McChronicle als seinen zukünftigen Großvater erkennt, mit der Inhaberin eines Cafés verkuppeln. Dafür soll er mit der RETARDIS eines der Zeitreisenden einen schicken Anzug und einen Ehering beschaffen. Obwohl Rufus dies in nur wenigen Minuten erledigt, sind in Paradox-City fast zwei Jahre vergangen. Als Rufus nach einer weiteren Reise nochmal in die Stadt zurückkehrt, sind alle Bewohner bis auf die Barbesitzerin tot. Sie erzählt ihm, dass sie unverheiratet sei und der Mechaniker Goal zur Frau nahm. Entsetzt versucht Rufus, zu einem Zeitpunkt vor der Hochzeit einzutreffen, was ihm gelingt. Goal bricht in wütenden Tränen aus: Er habe sie zwei Jahre lang verlassen, und obwohl die alte Goal ihr versucht hatte, gut zuzureden, habe sie nun beschlossen, ein neues, eigenes Leben in Paradox-City zu führen. Im Zorn öffnet sie versehentlich einen weiteren Zeitstrudel und fällt hinein. Fortan reisen die Braut Goal und Rufus gemeinsam durch verschiedene Ereignisse, wobei sie sich aussöhnen und wieder näher kommen. Goal träumt wieder von einem ruhigen, gemeinsamen Leben auf Elysium, was jedoch nicht erreicht wird.
In einer Konfrontation mit Ronny auf dem von Monstern überfluteten Elysium während einer der vielen Zeitreisen mit der Braut Goal stellt Rufus klar, dass ein Leben ohne Konsequenzen keine Entwicklung und keine Zukunft haben kann, und nimmt dem Computer den schützenden Aluhut ab.
Die Zeitreisen passieren immer wieder durch ein mysteriöses Land, welches zunächst eine leblose Wüste voller Sand und kaputter Uhren ist, mit jedem erneuten Eintreffen jedoch mehr und mehr von Pflanzen überwuchert ist. Dies lässt die Braut Goal Hoffnung schöpfen, dass Rufus trotz seiner chaotischen Art auch etwas Gutes bewirken kann, und die Zukunft zum Besseren geändert werden kann. Kurz nach der letzten Abreise von Goal und Rufus wird dem Spieler gezeigt, wie sich zwei Völker den Krieg um die Vorherrschaft in dem nun fruchtbaren gelobten Land erklären.
Rufus und Goal schaffen es irgendwann, die Utopier in Kuvaq neben dem frisch ausgebrannten Chronocar zur Rede zu stellen. Dort legen die Aliens ihre Sicht der Dinge dar und zeigen sich zunächst kompromissbereit, bis der noch in Kuvaq verbliebene Rufus das Gespräch unterbricht. Die Utopier überwältigen daraufhin alle drei, zwei Rufusse und Goal, und drohen, einem Rufus das Gedächtnis zu löschen und den anderen mit Goal irgendwo einzufrieren. An dieser Szene kann die größte Zeitschleife gebrochen werden, um die Haupthandlung weiterzuspinnen. In den anderen Szenarien erwacht ein Rufus nichtsahnend und erlebt das gesamte Abenteuer von vorne, während der andere mit Goal in einem Gefrierroboter lagern. Erst kurz vor dem Ende der Welt, welches ja vom alten Rufus selbst ausgelöst wird, taut der Roboter seine Fracht auf, und die beiden zögern nicht lange, mit den Resten des Chronocar die Zeit zurückzusetzen. Dies ist die von den Utopiern unbemerkte Zeitschleife, welche eine Zukunft vollständig verhindert.

## Spielprinzip und Technik
Deponia ist ein Point-and-Click-Adventure. Aus Sprites zusammengesetzte Figuren agieren vor handgezeichneten, teilanimierten Kulissen. Mit der Maus kann der Spieler seine Spielfigur durch die Örtlichkeiten bewegen und mit den Maustasten Aktionen einleiten, die den Spielcharakter mit seiner Umwelt interagieren lassen. Rufus kann so Gegenstände finden und sie auf die Umgebung oder andere Gegenstände anwenden sowie mit NPCs kommunizieren. Mit fortschreitendem Handlungsverlauf werden weitere Orte freigeschaltet. Dialoge mit NPCs erfolgen mit Hilfe des Multiple-Choice-Verfahrens. Einige in die Spielhandlung integrierte Minispiele erfordern motorisches Geschick, können aber übersprungen werden.

## Produktionsnotizen

### Synchronisation
| Charakter                                 | Synchronsprecher |
| ----------------------------------------- | ---------------- |
| Rufus / Argus / Cletus                    | Monty Arnold     |
| Rufus in der Eröffnungsszene / Rattenmann | Bernd Rumpf      |
| Toni                                      | Marie Biermann   |
| Goal                                      | Sinikka Compart  |
| McChronicle                               | Volker Hanisch   |
| Ronny                                     | Gunnar Bergmann  |

## Rezeption
Deponia Doomsday erhielt vorwiegend positive Bewertungen. Die Rezensionsdatenbank Metacritic aggregiert 29 Rezensionen zu einem Mittelwert von 76. Vorbehalte gegen die Rückkehr zu einer Geschichte, die nach dem dritten Teil als fertig erzählt galt und für welche ihr Autor zunächst kategorisch die Möglichkeit einer Fortsetzung ausgeschlossen hatte, konnten von den Entwicklern ausgeräumt werden. Neben dem Humor und einer großen Liebe zum Detail wird auch die für ein Adventure überdurchschnittlich lange Spieldauer gelobt. Kritisiert wird, dass manche Witze etwas zu flach geraten und der Spieler-Charakter in einigen Szenen viel Zeit mit wiederholtem hin- und herlaufen verbringen muss.
2016 wurde Deponia Doomsday in drei Kategorien für den Deutschen Computerspielpreis nominiert, gewann jedoch in keiner der Kategorien.